# لورانس روما
لورانس روما ((باللاتينية: Laurentius)، ويلقب ب «حامل إكليل الغار»، حوالي في الفترة من 225 إلى 258) كان واحدًا من الشماسين السبعة في روما القديمة الذين كانوا يعملون تحت إمرة البابا سيكتوس الثاني والذي قتل أثناء فترة اضطهاد الإمبراطور فاليريان للمسيحيين في عام 258.

## الكأس المقدس
حسبما ذكره لور، أوكلت إلى لورانس مهمة حفظ الكأس المقدس، وهو الكأس الذي شرب منه يسوع والحواريون في العشاء الأخير، من بين الكنوز الخاصة بالكنيسة اليونانية. وقد تمكن لورانس من إخفاء هذا الكأس ونقله إلى هويسكا التي تحمل اسم آراجون حاليًا، بالإضافة إلى رسالة وقائمة بالموجودات، حيث تم إخفاؤها بعيدًا عن الأعين لقرون عديدة. وعندما ربط أوغستين بين لورانس والكأس، كان هذا الكأس هو كأس القداس.
وحسب التقاليد المسيحية، فإن الكأس المقدس عبارة عن أثر مقدس أرسله سانت لورانس إلى آبائه في شمال آراجون. وقد أوكل مهمة حماية هذا الكأس المقدس إلى صديق كان يعرف أنه سوف يعود إلى هيوسكا، حيث بقى في دير سان خوان دو لا بينا، وهو مركز القوة الروحية لمملكة آراجون التي أخذت في الظهور أنذاك. ورغم أن الرحلة الدقيقة للكأس المقدس عبر القرون كانت محل نزاع، إلا أنه من المقبول بصفة عامة من قبل الكاثوليك أن الكأس قد أرسلت من خلال أسرته إلى الدير من أجل الاحتفاظ بها وتبيجيلها. وتشير السجلات التاريخية إلى أن هذا الكأس تم تبجيله وحفظه من خلال مجموعة من الرهبان والأديرة عبر العصور. واليوم، يتم الاحتفاظ بالكأس المقدس في مصلى خاص في كاتدرائية فالينسيا، في إسبانيا.

## مجوهرات سانت لورانس
بعد وفاة سيكستوس، طلب محافظ روما من لورانس أن يسلم ثروات الكنيسة. وقد كان أمبروز (Ambrose) هو أول مصادر الحكاية التي تقوم أن لورانس طلب مهلة ثلاثة أيام كي يتمكن من تجميع الثروة. وقد عمل لورانس بسرعة من أجل توزيع أكبر قدر من ممتلكات الكنسية على الفقراء قدر الإمكان، حتى لا يتمكن المحافظ من الاستيلاء عليها. وفي اليوم الثالث، قدم نفسه إلى المحافظ كرئيس لوفد صغير، وعندما طلب منه تقديم الكنوز الخاصة بالكنيسة، قدم له الفقراء والمقعدين والمكفوفين ومن يعانون، وقال أن أولئك هم الكنوز الحقيقية للكنيسة. وتسرد إحدى الروايات أنه قال للمحافظ «إن الكنيسة غنية للغاية، وأغنى من الإمبراطور الذي تدين له بالولاء». وقد أدى هذا التحدي إلى قتله مباشرة. ويمكن مقارنة ذلك بالحكاية الرومانية المشابهة جواهر كورنيليا.

## مقتله

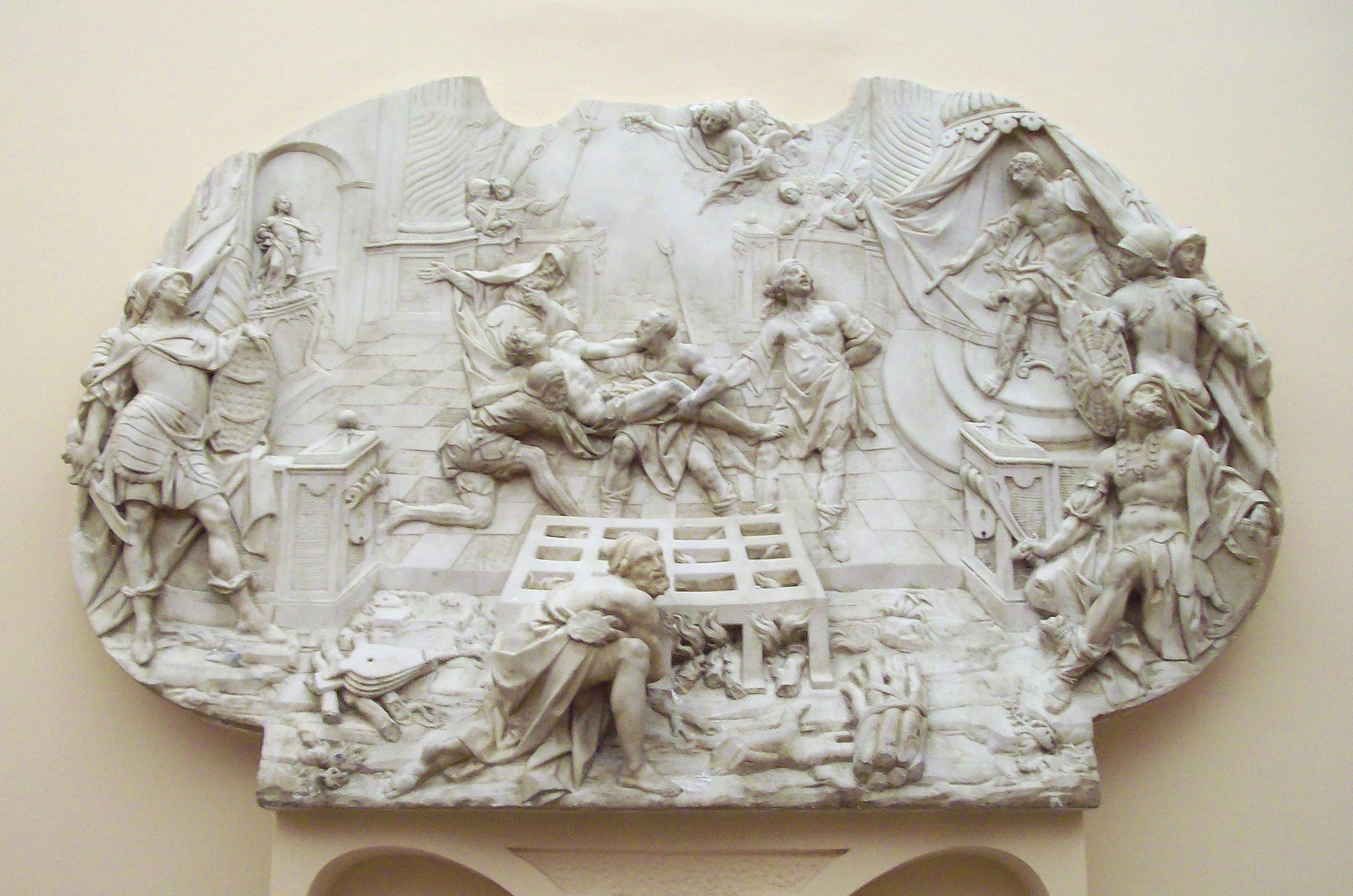
"استشهاد سانت لورانس" على يد خوان دي ليون (Juan de León) (1758) R.A.B.A.S.F.، مدريد)

حسبما جرت العادة أنذاك، تم الحكم على لورانس في سان لورينزو في ميراندا (Miranda)، وتم سجنه في سان لورينزو في فونتي (Fonte)، واعدم في سان لورينزو في بانيسبيرنا (Panisperna)، ودفن في فيا تيبورتينا (Via Tiburtina) في مقبرة سيرياكا تحت الأرض على يد هيبوليتوس (Hippolytus) ويوستينوس (Justinus)، وهو قسيس. وكانت التقاليد تقضي بأن يتم حرق لورانس أو «شويه» حتى الموت، على المشواة. وتقول الروايات كذلك أن لورانس كان يمزح حيال مسألة طهيه بما يكفي لتناوله أثناء حرقه على المشواة، وبالتالي قال بعض أنصاره حول الطهاة والشيفات، عندما ذكروا شيئًا ما على غرار «اقلبوني... لقد استويت على هذا الجانب»[بحاجة لمصدر]. ومن بين أول المصادر المتعلقة بمقتل سانت لورانس الذي يعتبره الكاثوليك شهيداً وصف أوريليوس برودينتيس كليمينز في قصيدته Peristephanon، النشيد الثاني.
ويرى بعض المؤرخين، مثل ريف باتريك هيلي (Rev. Patrick Healy)، التقاليد المستخدمة في استشهاد لورانس على أنها «ليس لها ملحوظية»، حيث إنه لا يمكن التوفيق بين الموت البطيء «مع الأمر السريع المضمن في المرسوم فيما يتعلق بالأساقفة والقساوسة والشمامسة وهو ما يعني عادة قطع الرأس.» ويضع بيو فرانشي دي كافيليري نظرية لكيفية نشأة هذا التقليد. فهو يسلم بأنه كان نتيجة لكتابة خاطئة، نتيجة حذف حرف "p" عن دون عمد، «والذي يتم من خلاله وضع صيغة الإعلان بشكل رسمي وعرفي عن وفاته من خلال استخدام passus est [والتي تعني أنه قد تعرض لمعاناة، أي أنه قد استشهد]، وبالتالي فقد أصبحت assus est [والتي تعني أنه تعرض للشي والحرق].» وتستخدم Liber Pontificalis، والتي تعقد للاستفادة من المصادر المستقلة للتقاليد الموجودة وActa فيما يتعلق بلورانس العبارة passus est بخصوص استشهاده، كما أنها تستخدم نفس المصطلح بخصوص البابا سيكستوس الثاني (الذي قطع رأسه أثناء نفس فترة الاضطهاد).
ويقال أن قنسطنطين الأول قام ببناء كنيسة صغيرة على شرف لورانس روما، والتي أصبحت بمثابة المركز الروحي عند التخطيط للرحلات إلى قبور الشهداء الرومان مع حلول القرن السابع. وقد قام البابا داماسوس الأول بإعادة بناء أو إصلاح الكنيسة، والتي أصبحت الآن تحمل الاسم سان لورينزو فيوري لو مورا، في حين أن الكنيسة الصغرى «سان لورينزو في بانيسبيرنا» قد بنيت في مكان اعدامه. وقد وضعت المشواة التي تم اعدامه بها في كنيسة «سان لورينزو في لوسينا» من قبل البابا باسكال.

## التبجيل

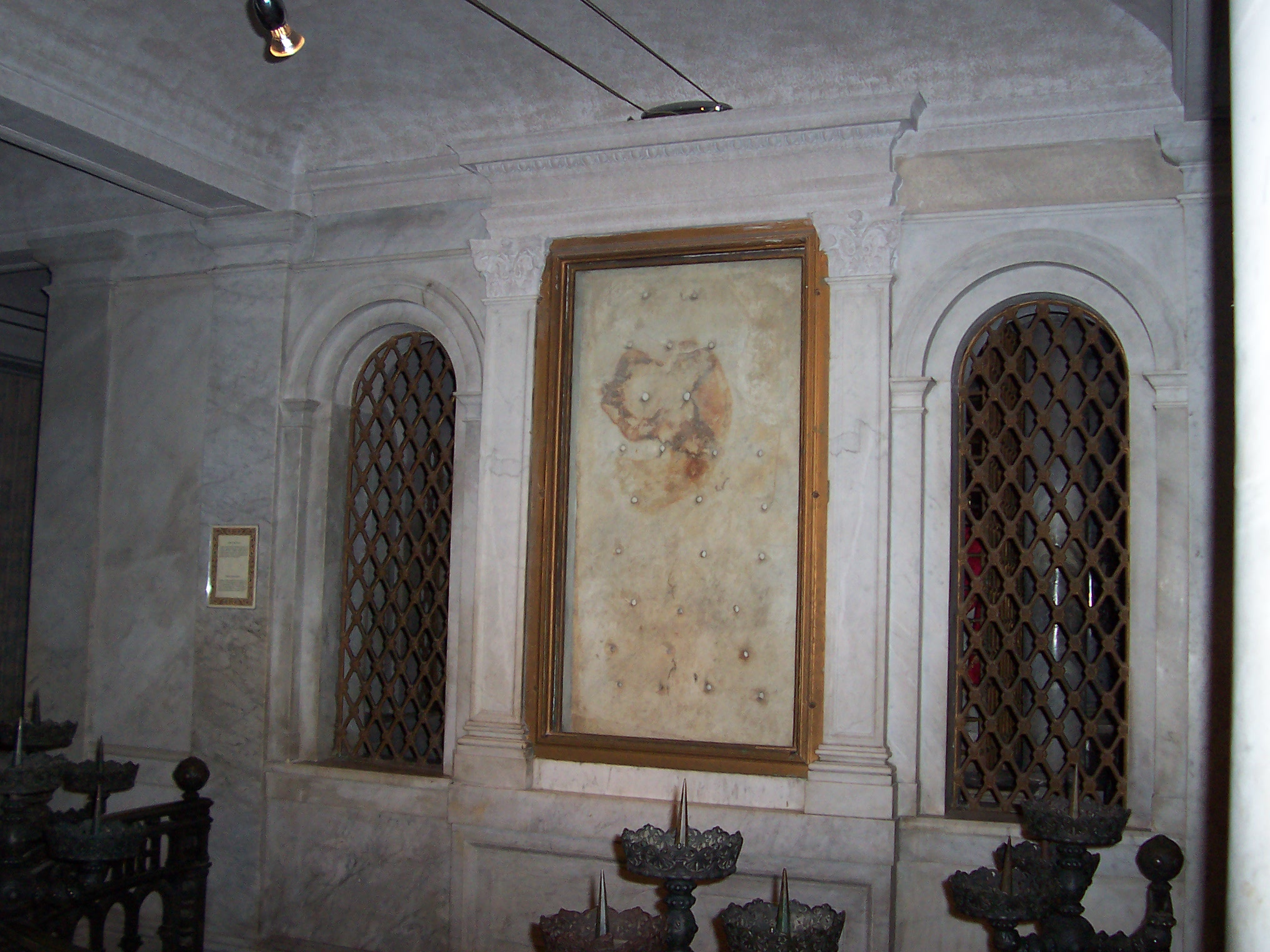
الحجر الذي تم وضع جسد لورانس عليه بعد الوفاة في سان لورينزو فيوري لو مورا

يعد لورانس واحدًا من أكثر قديسي الكنيسة الكاثوليكية الرومانية الذين حظوا بالتبجيل. وقد انتشرت الصلاة من أجله بشكل كبير مع حلول القرن الرابع. ونظرًا لأن استشهاده قد حدث في وقت مبكر للغاية في تاريخ الكنيسة، فإن العديد من المسيحيين من غير الكاثوليك يبجلونه كذلك. وحيث إن سقوط نيازك بيرسايد يحدث غالبًا كل عام في منتصف أغسطس، في يوم عيد سانت لورانس أو بالقرب منه، فإن البعض يشيرون إلى تلك النيازك الساقطة على أنها «دموع سانت لورانس».

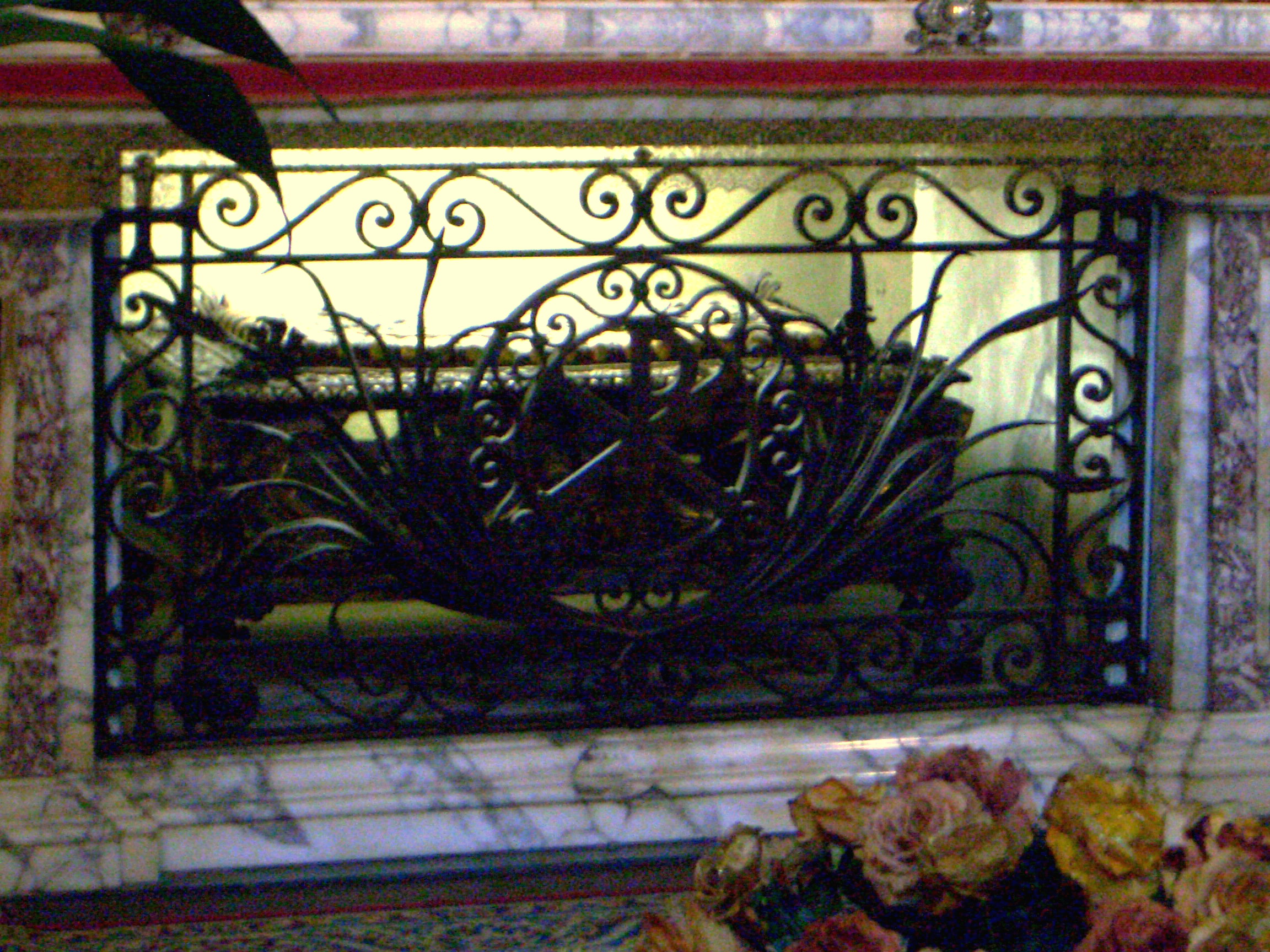
الضريح المزار الموجود في روما والمحتوي على المشواة التي يقال أنها استخدمت لشي لورانس حتى الموت

ويحظى سانت لورانس باحترام خاص في مدينة روما، حيث إنه يعتبر أحد قديسي هذه المدينة. وهناك العديد من الكنائس في روما والمخصصة له، بما في ذلك سان لورينزو في بانيسبيرنا، والتي يشار إليها بشكل تقليدي على أنها المكان الذي لقى فيه حتفه. ويتم التوجه إليه من قبل العاملين في المكتبات والأرشيف والطهاة والدباغين على أنه نصيرهم. والاحتفال الخاص به والذي يقام في العاشر من أغسطس من كل عام يحظى بمرتبة العيد في مختلف أرجاء العالم الكاثوليكي. وفي هذا اليوم، يتم عرض المدخر الذي يحتوي على رأسه المحروق في الفاتيكان من أجله تبجيله.
وتم بناء قصر الإسكوريال، الموجود بجوار أبانتوس (Mt. Abantos) في سييرا دي غواداراما، على يد الملك فيليب الثاني ملك إسبانيا للاحتفاء بانتصار القوات الإسبانية على قوات الملك هنري الثاني ملك فرنسا في موقعة سانت كوينتين، والتي وقعت في وقت عيد سانت لورانس في العاشر من أغسطس عام 1557. ولتكريمه، تم عمل خطة الطابق بأكمله في هذا الصرح العملاق على شكل مشواة، وهي الوسيلة التي قتل سانت لورانس بها.
وقد أطلق المستكشف الفرنسي جاك كارتييه اسم سانت لورانس على أكبر مصب نهر في العالم. فعند مصب هذا النهر، يوجد خليج سانت لورانس الضخم، والمحاط بكل المقاطعات البحرية الكندية. وبالقرب من مصدر هذا النهر، توجد جبال لورانس (إلى الشمال من مدينة مونتريال)، والبلدة الرئيسية في مونتريال «سان لوران»، بالإضافة إلى شارع سانت لورانس الشهير الذي يشغل مساحة 11.25 كم التي تمثل عرض جزيرة مونتريال. وبعد ذلك، عند السير ضد تيار هذا النهر، وفي الجانب الجنوبي من النهر بالقرب من مصدره في بحيرة أونتاريو، توجد مقاطعة سانت لورانس، في نيويورك.
يعد سانت لورانس هو القديس الراعي لرهبان «دير أمبليفورث». كما يحظى سانت لورانس كذلك بتبجيل الكاثوليك الإنجليز. وهناك كنيسة كبيرة في سيدني بأستراليا، موجودة في ابراشية سانت لورانس المدنية ويطلق عليها اسم «كنيسة المسيح سانت لورانس». كما أن هناك جماعة دينية كاثوليكية تحمل اسمه.

## الصلاة
يمكن الاطلاع على هذه الصلاة في كتاب الصلاة الروماني في يوم عيد القديس، العاشر من أغسطس:
 يا الله، يا من وهبت هذا الحمس لحبك

 والذي جعل سانت لورانس مؤمنًا بشكل مميز

 وجعله رائعًا عند استشهاده،

 امنحنا القدرة على حب ما أحب

 واجعلنا نمارس ما علمه لنا بشكل عملي.

 من خلال ربنا يسوع المسيح، ابنك،

 الذي يعيش ويسود معك في وحدة الروح القدس،

 إله واحد دائمًا، وأبدًا.

 آمين.
أو أكثر دقة:
 يا الله

 لقد واجه لورانس المبارك النار بداعي حبه لك، من خلال العبادة المخلصة لك والشهادة الرائعة.

 اجعلنا نحب ما أحب،

 واجعلنا نمارس الأشياء التي علمها لنا.

 من خلال ربنا يسوع المسيح، ابنك،

 الذي يعيش ويسود معك في وحدة الروح القدس، كإله، دائمًا وأبدًا. آمين.
في كتاب الأدعية لعام 1962 (والذي أصبح معتمدًا الآن مرة أخرى)، تظهر الصلاة التالية:
يا الله عز وجل،
يا من منحت لورانس المبارك القوة
ليحقق ما هو أكثر من الفتح في عذابه بالنار،
إننا نتوجه إليك بالدعاء، لتنعم علينا
بالقدرة على التغلب على نيران شهوات أخطائنا.
إننا ندعوك يا يسوع المسيح
آمين
في تقويم أيام الأعياد للكنيسة الأسقفية، يظهر ما يلي في النساء المقدسات والرجال المقدسين (إصدار عام 2010)، مجموعة عيد «لورانس، شماس وشهيد روما» في العاشر من أغسطس:
يا الله، عز وجل، لقد جعلت شماسك لورانس يعبدك بأعمال من الحب، ومنحته تاج
الشهادة: امنحنا القدرة على نتبعه وأن ننفذ أوامرك من خلال الدفاع عن الفقراء
ودعمهم، ومن خلال حبك من كل قلوبنا، من خلال الرب يسوع، الذي يعيش ويحكم معك
والروح القدس، إله واحد دائمًا، وأبدًا. آمين.

## وصلات خارجية
- Henry Wace, A Dictionary of Christian Biography: Laurentius
- Catholic Encyclopedia Saint Lawrence
- Golden Legend: "The Life of Saint Laurence"
- Leo I: Sermon on St Lawrence
- Orthodox Christianity Church of Saint Lawrence
- Church of Saint Lawrence, Birgu, Malta
- Patron of Ampleforth Abbey, North Yorkshire نسخة محفوظة 16 فبراير 2018 على موقع واي باك مشين.